# Dioctria stigmatizans
Dioctria stigmatizans är en tvåvingeart som först beskrevs av Fabricius 1805.  Dioctria stigmatizans ingår i släktet Dioctria och familjen rovflugor.
Artens utbredningsområde är Mauritius. Inga underarter finns listade i Catalogue of Life.